# Wabeno (Wisconsin)
Wabeno es un municipio situado en el condado de Forest, Wisconsin, Estados Unidos. Tiene una población estimada, a mediados de 2023, de 1108 habitantes.

## Geografía
La localidad está ubicada en las coordenadas 45°26′39″N 88°32′32″O / 45.44417, -88.54222. Según la Oficina del Censo, tiene una superficie total de 280.5 km², de los cuales 278.1 km² corresponden a tierra firme y 2.4 km² están cubiertos de agua.

## Demografía
Según el censo de 2020, en ese momento había 1074 personas residiendo en la localidad. La densidad de población era de 3.9 hab./km². El 70.11% de los habitantes eran blancos, el 22.53% eran amerindios, el 0.19% eran asiáticos y el 7.17% eran de una mezcla de razas. Del total de la población, el 1.21% eran hispanos o latinos de cualquier raza.